# لازا لازارویچ
لازا لازارویچ (سیریلیک صربی: Лазаp Лаза Лазаревић؛ ‏ ۱۳ مهٔ ۱۸۵۱ – ۱۰ ژانویهٔ ۱۸۹۱) روان‌پزشک، متخصص مغز و اعصاب و مؤلف اهل پادشاهی صربستان بود. وی دانش‌آموختهٔ رشتهٔ پزشکی در دانشگاه هومبولت برلین بود و طبابت را در سال ۱۸۸۱ در بلگراد آغاز کرد. کمی بعد او پزشک شخصی میلان یکم صربستان (پادشاه صربستان) شد. نخستین عمل آب مروارید در صربستان توسط لازارویچ انجام شد و در سال ۱۸۸۴ او اولین پزشکی بود که به اتریش فرستاده شد تا با سیستم لنفاوی جانوری آشنا شود. او همچنین نخستین بیمارستان مدرن سالمندان را تأسیس کرد. او در جنگ صربستان-بلغارستان حضور داشت و درجه‌اش سرهنگ بود.